# Intel 80286

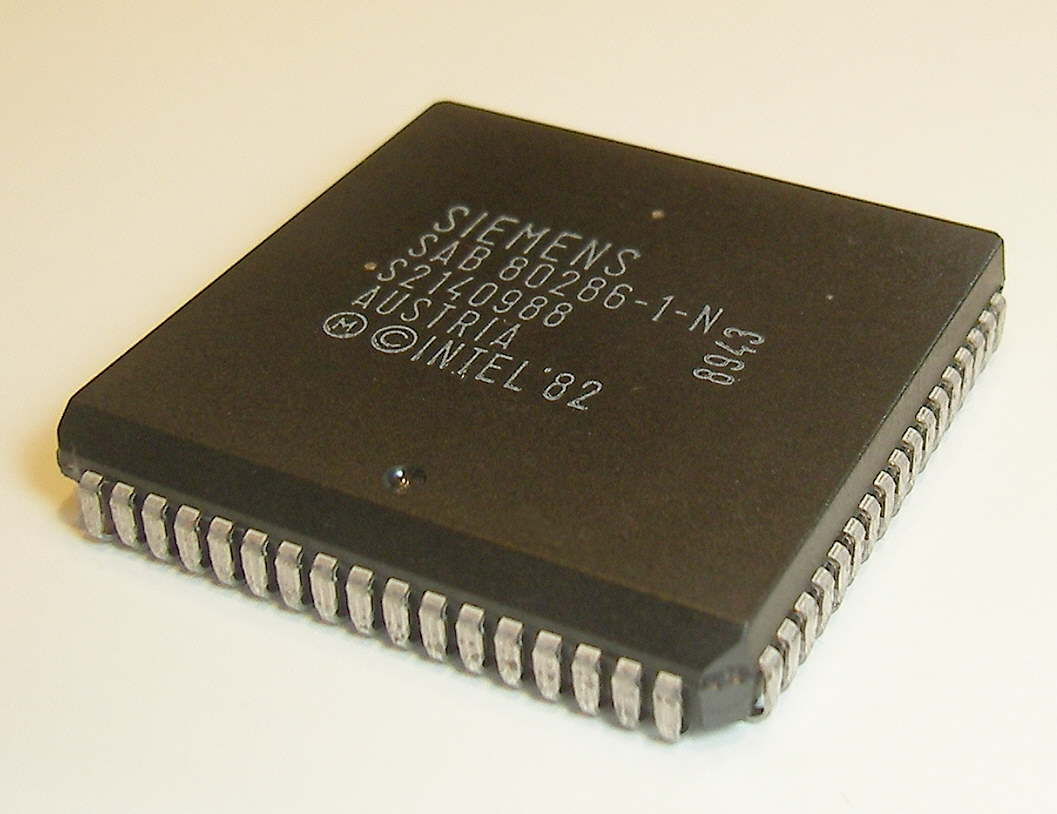
Siemens CPU 80286

Schemat blokowy procesora 80286

Intel 80286 – 16-bitowy procesor opracowany przez firmę Intel, oficjalnie pokazany po raz pierwszy 1 lutego 1982. Procesor składał się ze 134 tysięcy tranzystorów, pierwsze wersje pracowały z częstotliwością 6 lub 8 MHz, późniejsze maksymalnie 25 MHz. W procesorze 286 wprowadzono nowe instrukcje, nowy tryb adresowania pamięci (tryb chroniony) oraz przeprojektowano układ DMA.
Był stosowany we wprowadzonym w 1984 r. komputerze IBM PC/AT i komputerach z nim kompatybilnych aż do wczesnych lat 90.

## Cechy charakterystyczne procesorów klasy 286
80286 potrafił jedynie przełączyć się w tryb chroniony, powrót do trybu rzeczywistego nie był możliwy bez restartu procesora. Następca 286, procesor Intel 80386, był już pozbawiony tej wady. Procesory 80286 ze względu na stosunkowo małą częstotliwość taktowania nie wymagały chłodzenia wentylatorem ani radiatora.

## Specyfikacja procesorów klasy 286
80286 był następcą procesora Intel 80186. Ze względu na reorganizację cyklu wykonywania rozkazów był około dwa razy wydajniejszy od procesora Intel 8086, wykonując przeciętnie 0,21 instrukcji na takt zegara, co dla modelu z zegarem 10 MHz dawało wydajność 1,5 MIPSa. Posiadał 24-bitową szynę adresową przez co mógł adresować do 16 MB pamięci (Intel 8086 adresował tylko 1 MB).
Blok pamięci o adresie od 1. MB (1024. kB) i długości (64 kB - 16 B) był dostępny w trybie rzeczywistym (to tzw. obszar HMA), co wykorzystywano w systemie operacyjnym DOS do umieszczania tam części kodu. W MS-DOS do HMA można było załadować jego główny program poprzez umieszczenie polecenia DOS=HIGH w pliku CONFIG.SYS. Pamięć o adresach większych niż 1 MB była dostępna tylko w trybie emulacji pamięci rozszerzonej XMS (ang. extended memory). Niektóre płyty główne potrafiły mapować pamięć powyżej 1 MB jako pamięć stronicowaną, podobnie jak karty rozszerzeń z pamięcią EMS (ang. EMS board), dostępną w postaci ramki 64 kB składającej się z 4 stron po 16 KB w obszarze powyżej 640. KB np. Headland czy Suntec.
Pamięć powyżej 1 MB była wykorzystywana do ładowania jądra DOS, jako cache dysku (sterownik SmartDrive), rzadziej dla wybranych programów poprzez int15h, specyfikację XMS czy (jeśli płyta główna pozwalała) także EMS. W trybie chronionym procesor oferował ochronę pamięci poprzez mechanizm segmentacji, obsługę do 16 MB RAM i 1 GB pamięci wirtualnej. Intel 80286 miał jeden wielki mankament – po przejściu do trybu chronionego nie mógł już wrócić do trybu rzeczywistego. Jedynym sposobem był reset procesora, przez co komputery wykorzystujące go musiały mieć w ROM BIOS specjalny kod pozwalający na wykonanie tej operacji. Powodowało to jednak bardzo duże opóźnienia, a co za tym idzie obniżało znacznie wydajność procesora, gdy korzystał on z obu trybów adresowania.
Procesor wymagał 8-bitowego kontrolera magistrali oznaczanego Intel 82288.
Dla układu 80286 zaprojektowano koprocesor numeryczny 80287. Koprocesor w większości płyt głównych pracował asynchronicznie w stosunku do procesora głównego (miał inną częstotliwość taktowania) i niewłaściwie napisane oprogramowanie mogło w szczególnych okolicznościach pracować wolniej po zastosowaniu koprocesora niż bez niego. W większości aplikacji numerycznych 80287 dawał jednak nawet kilkudziesięciokrotny przyrost prędkości obliczeń. 80287 był także stosowany w pierwszych modelach płyt przeznaczonych dla 80386 (gdy 80387 nie był jeszcze gotowy).

## Procesory zgodne
- U80601 (NRD), niemalże identyczny.[1]
- KR1847VM286(КР1847ВМ286 - ZSRR)[2]